# Omagiu
Omagiul (în latină homagium, în germană Huldigung) reprezenta în Evul mediu ceremonia de depunere a jurământului de credință. În prezent ritualul omagiului are loc la urcarea pe tron a unui nou conducător în Regatul Țărilor de Jos și în Principatul Liechtenstein. 

## Semnificația termenului
Omagiul era actul oficial ceremonios prin care vasalul jura loialitate și credință feudalului căruia îi era subordonat. La rândul său feudalul promitea vasalului loialitate, protecție și respectarea drepturilor sale. Omagiul feudal se numără printre jurămintele promisorii.
Această ceremonie avea loc cu ocazia acordării unei feude sau a moștenirii feudei când se acordau drepturile feudale unui nou vasal, respectiv unui succesor. În cel de-al doilea caz jurământul de loialitate era doar reînnoit.
În unele regiuni, conform tradiției juridice, jurământul era reînnoit anual. De asemenea, unele evenimente politice serveau ca prilej pentru reînnoirea omagiului ca de exemplu marile adunări imperiale, sfârșitul revoltelor împotriva conducătorului, numirea oficială a unui succesor conform dreptului său ereditar și plecarea sau întoarcerea dintr-o cruciadă. Stăpânii domeniilor puteau cere supușilor lor depunerea omagiului feudal.
În prezent omagiul în Regatul Țărilor de Jos și Principatul Liechtenstein reprezintă recunoașterea de către parlament a noului șef de stat.

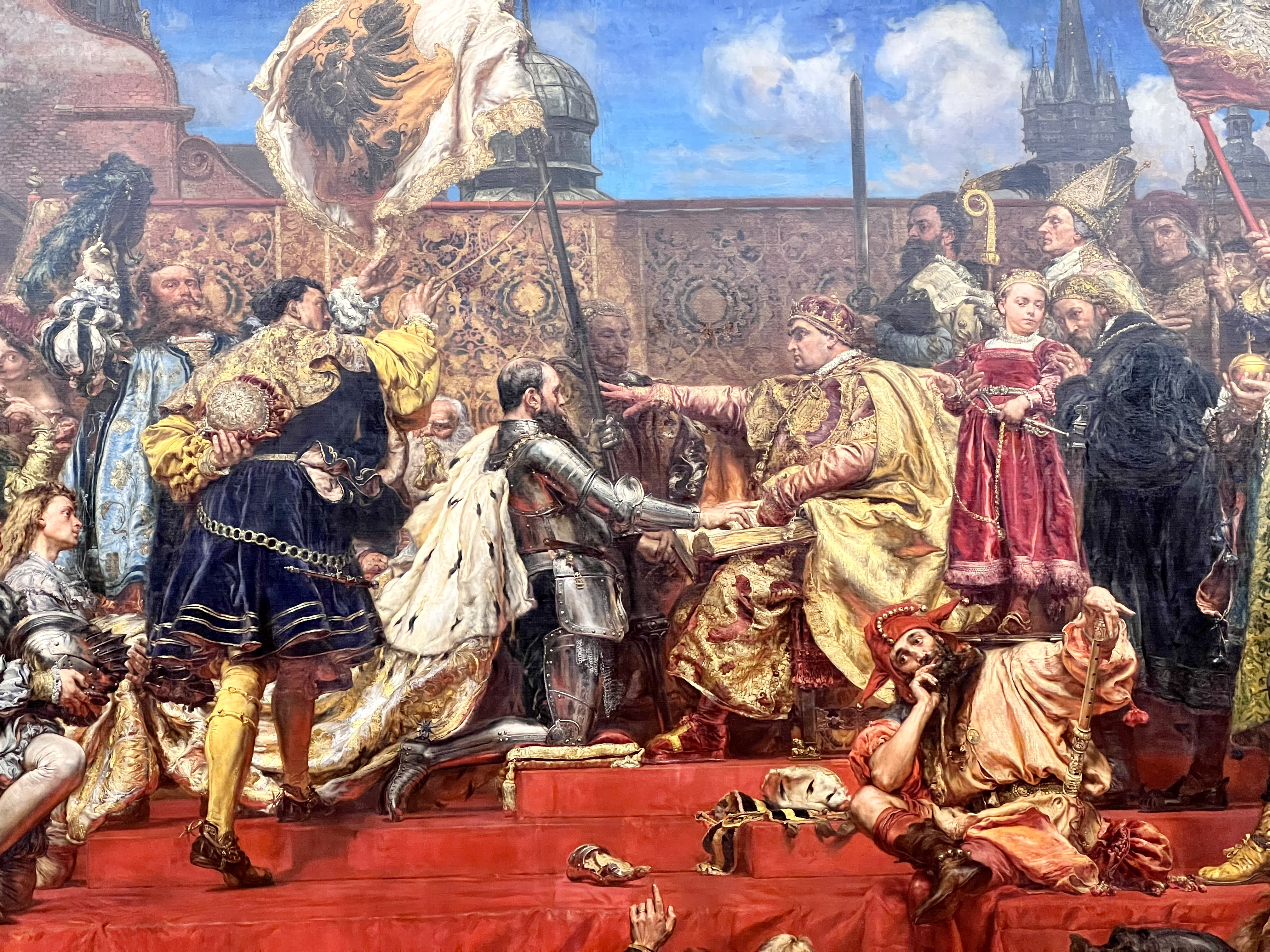
Omagiul Prusac (Jan Matejko, 1882)

## Omagiul stărilor în Evul Mediu târziu și Epoca modernă timpurie
Când în Evul Mediu târziu stările provinciale (Landstände⁠(d)) au evoluat ca organizații ale locuitorilor diferitelor teritorii, stabile și cu drepturi politice, omagiul provinciale a devenit deosebit de important ca formă specială de omagiere. În multe țări, domnia unui nou principe era legitimă numai după primirea omagiului provinciilor. De-a lungul timpului, în derularea ritualului omagierii au apărut forme fixe ce trebuiau respectate de suveran și de stările provinciale dacă obligațiile reciproce asumate prin omagiu urmau să fie obligatorii din punct de vedere legal.
De regulă, omagierea trebuia să aibă loc pe teritoriul în cauză. Astfel, când au ajuns la putere, conducătorii Habsburgi au călătorit în numeroasele lor teritorii pentru a primi omagiul provinciilor. Membrii stării provinciale erau obligați să participe la ceremonia de omagiere a respectivului teritoriu. Nerespectarea acestei obligații însemna un act de neloialitate față de suveran. Acesta era primit la granița teritoriului de o delegație a nobilimii și escortat la locul unde urma să aibă loc omagierea. În fața zidurilor cetății suveranul era întâmpinat de reprezentanții orașului și clerului, apoi condus în cetate.
În funcție de tradiția specifică locului, ceremonia includea o slujbă religioasă înainte sau după actul omagierii.
Diferitele stări depuneau jurământul consecutiv. Cei dintâi depuneau jurământul de credință prelații (de obicei în limba latină), îngenunchind în fața suveranului. Nobilimea depunea jurământul fără a îngenunchea, ceea demonstra că, spre deosebire de cler, nobilii erau oameni cu adevărat liberi. Cei din urmă depuneau jurământul de credință primarii și consiliile orașelor în numele cetățenilor. Dacă existau, fermierii liberi (care posedau pământ sau aveau pământ în arendă) trebuiau, de asemenea, să-și omagieze suveranul. 
În schimbul jurământului lor de credință, stările așteptau confirmarea privilegiilor, drepturilor și libertăților lor. Momentul acestei confirmări (înainte sau după omagiere) a constituit deseori subiectul disputei dintre principe și stările provinciale deoarece dacă stările juraseră deja loialitate suveranului, iar acesta nu le confirma toate privilegiile, conform concepției juridice medievale, stările ar fi încălcat legea dacă se opuneau principelui. Din acest motiv, înainte de depunerea omagiului, între curtea principelui și stările provinciale aveau loc adesea negocieri complicate, pentru stabilirea desfășurării procedurii.
Adesea după omagiere, se întrunea dieta care aproba o taxă specială destinată principelui și la care stările își puteau prezenta plângerile (gravamina) suveranului.

## Omagiul ereditar

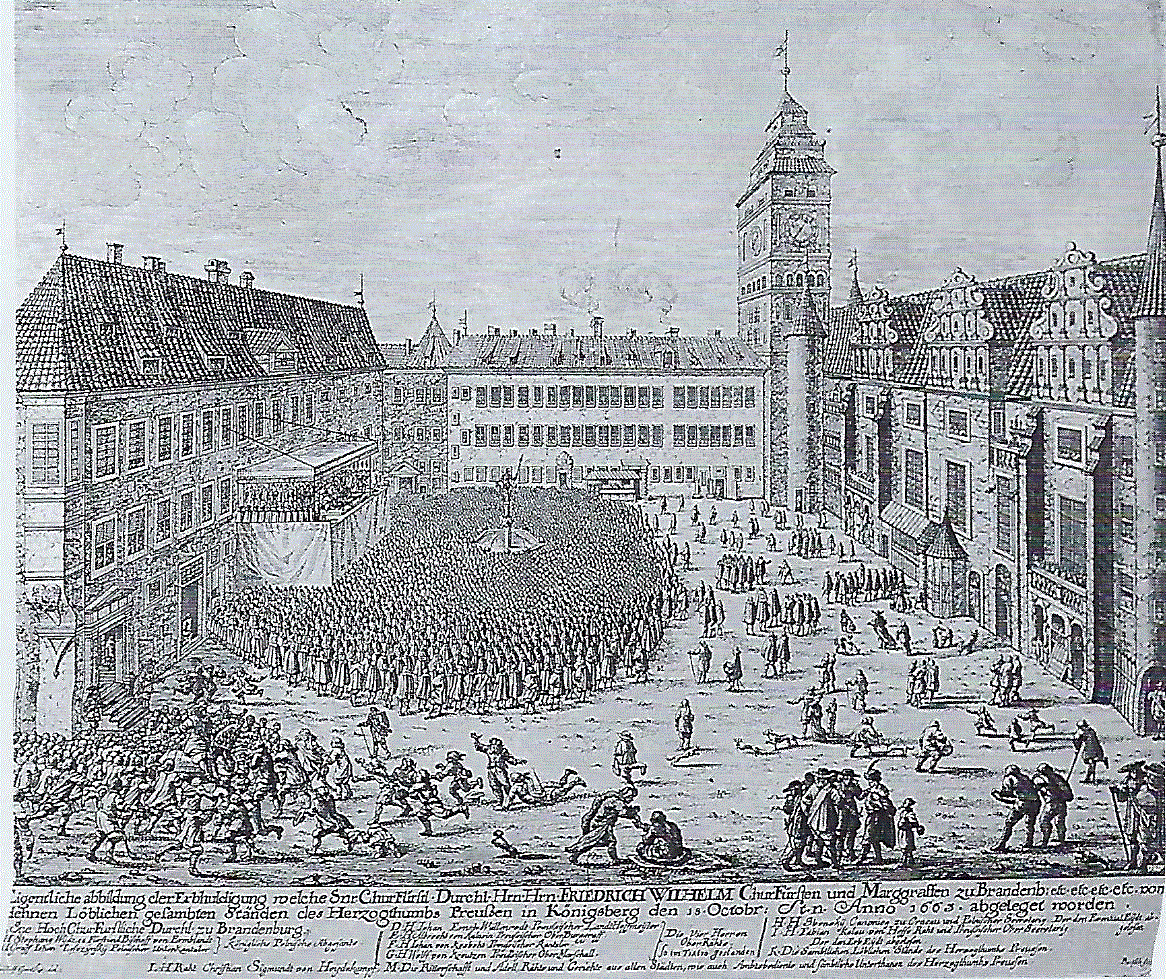
Ceremonia omagiului la preluarea teritoriilor ereditare ale lui Frederic Wilhelm (Brandenburg) la Königsberg (1663)

Sinonim cu termenul de „omagiu” a fost (și este încă folosit în Principatul Liechtenstein) termenul de „omagiu ereditar”. Accentul a fost astfel pus pe continuitatea dinastiei conducătoare. Omagiul ereditar avea loc de obicei la scurt timp după urcarea pe tron a noului prinț deseori chiar în timpul vieții predecesorului. În acest fel, principele și stările desemnau succesorul și asigurau transferul puterii către moștenitorul tronului.

## Omagiul în statele moderne
În Regatul Țărilor de Jos, conform articolului 32 al constituției, noul rege depune, cât mai curând posibil după preluarea mandatului, într-o sesiune solemnă a celor două camere ale parlamentului în Amsterdam, un jurământ prin care își declară loialitatea față de constituție și jură exercitarea conștiincioasă a funcției sale. Președintele adunării face apoi o declarație în numele popoarelor regatului, prin care acestea „primesc și omagiază” noul rege (Wij ontvangen en huldigen... U als Koning) și își garantează loialitatea (Uw onschendbaarheid en de right of Uw Koningschap zullen handhaven). Declarația este confirmată de fiecare membru al guvernului și respectiv al parlamentului printr-un jurământ („așa să-mi ajute Atotputernicul Dumnezeu”) sau printr-un angajament („așa jurăm”). Ceremonia descrisă se numește în olandeză Inhuldiging.
În Principatul Liechtenstein, conform articolului 51 al constituției, parlamentul statului trebuie convocat în sesiune extraordinară în termen de 30 de zile de la urcarea pe tron a noului succesor. Parlamentul primește atunci declarația scrisă a succesorului că în calitate de suveran va „guverna Principatul Liechtenstein în conformitate cu constituția și celelalte legi, va menține integritatea acestuia și va respecta drepturile suverane în mod inseparabil și în același mod”; apoi parlamentul depune omagiul ereditar, în care jură să-l recunoască pe noul suveran. Faptul că noul principe depune asigurarea legalității sub formă de document scris și nu personal în parlamentul statului, se datorează faptului că reședința sa era la Viena la data promulgării constituției (până în 1921), aceasta fiind mutată la Vaduz abia în 1938.